# Белощёкая шилохвость
Белощёкая шилохвость, или багамская шилохвость, или багамская (белощёкая) шилохвостка (лат. Anas bahamensis) — настоящая утка Карибского бассейна, Южной Америки и Галапагосских островов.

## Описание
Очень похожи на южных уток, полы не отличаются. По большей части коричневые с белыми щеками и красным основанием серого клюва (молодые птицы слегка розовым). Невозможно спутать с другими утками этого ареала.
Этот вид впервые был описан Линнеем в его «Systema naturae» в 1758 году, изданном под его настоящим учёным именем.

## Места обитания
Вид встречается в воде с примесью соли, ищет солоноватые озера, эстуарии и мангровые болота.

## Питание
Белощёкая шилохвостка питается водными растениями и немного живностью, доступной на поверхности воды.

## Размножение
Гнездо вьет на поверхности земли под растениями и вблизи воды.

## Подвиды
Образует 3 подвида:
- Anas bahamensis bahamensis — острова Карибского бассейна, северная часть Южной Америки;
- Anas bahamensis galapagensis — Галапагосские острова;
- Anas bahamensis rubirostris — Южная Америка: от южного Эквадора и южной Бразилии до северного Чили и северной Аргентины.

Последний подвид может иметь склонность к миграции, размножению в Аргентине и зимовке далее на север.

## Галерея

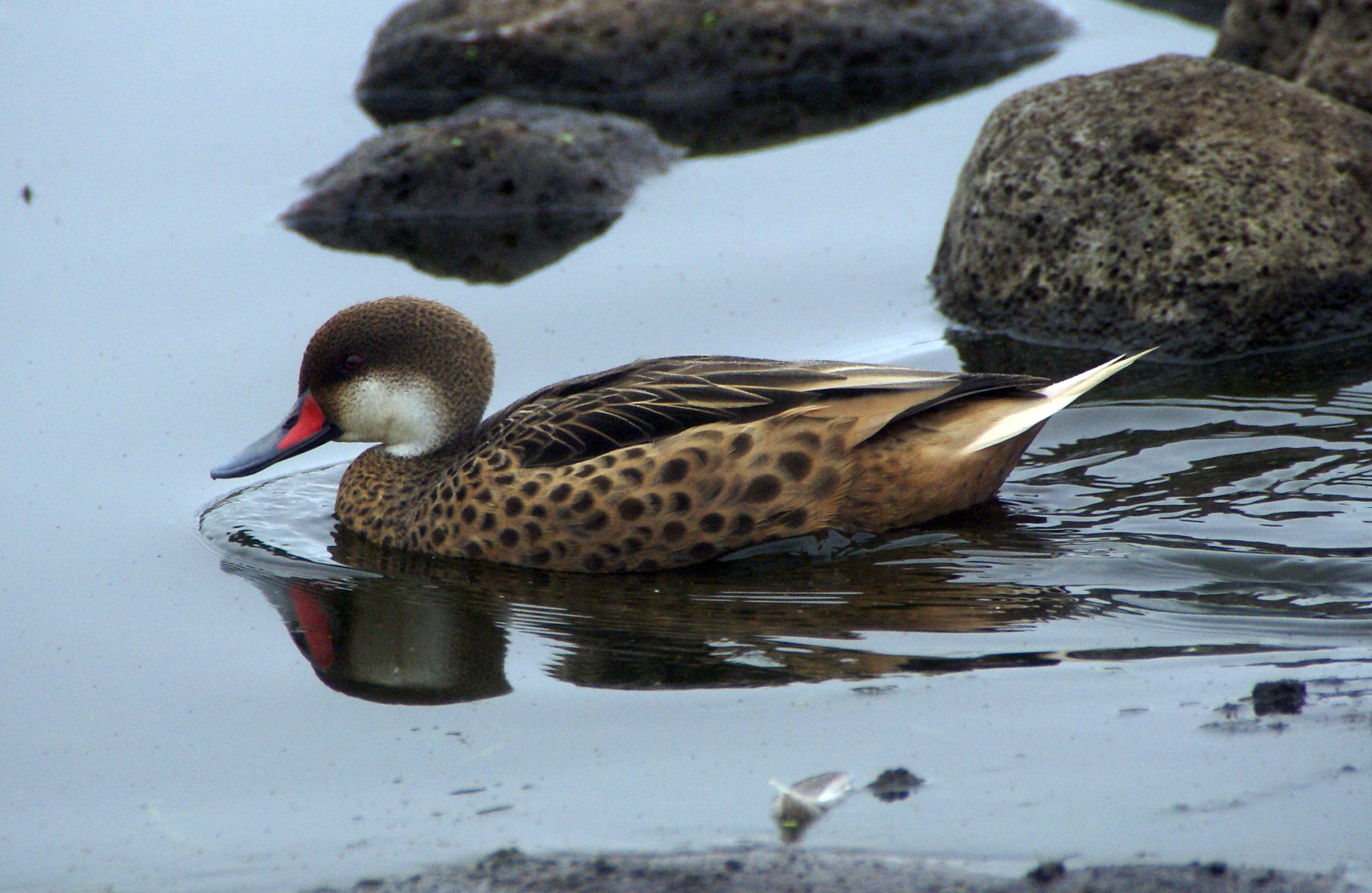
Галапагосская белощёкая шилохвость (Anas bahamensis galapagensis)
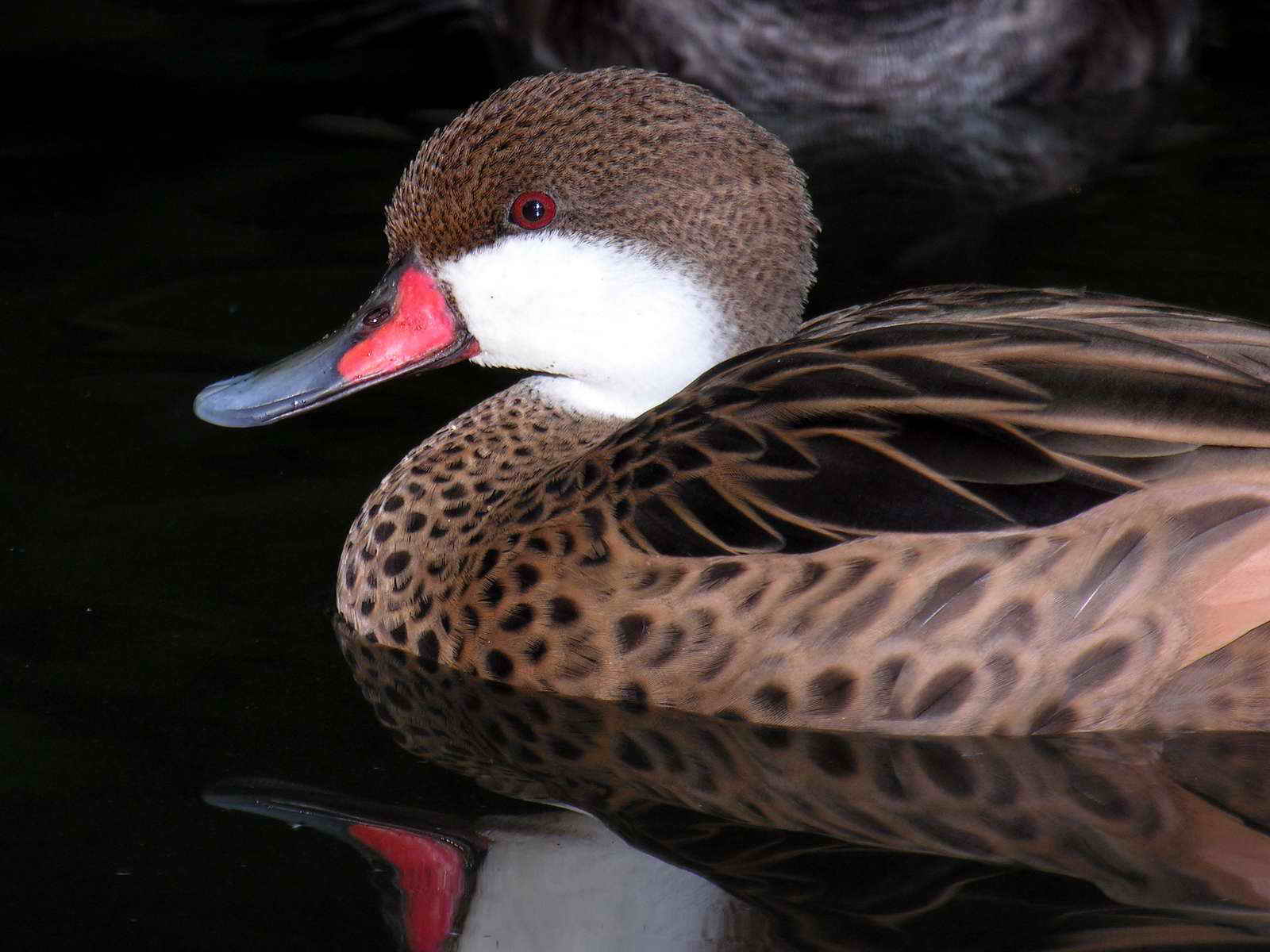
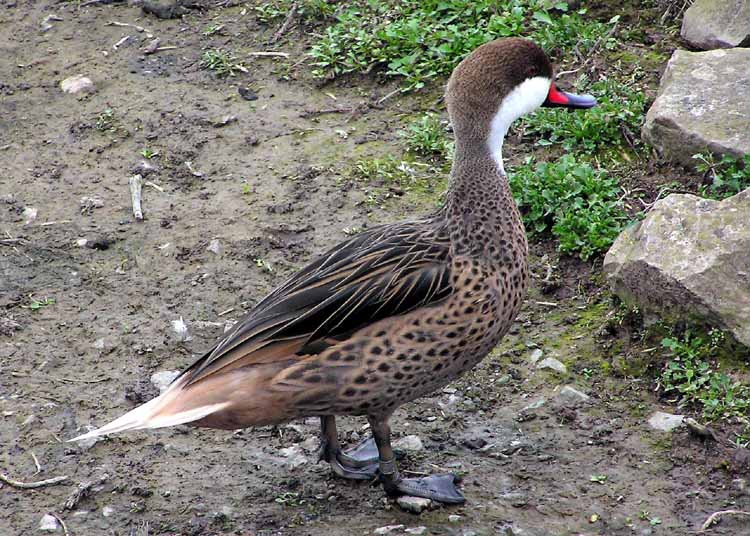
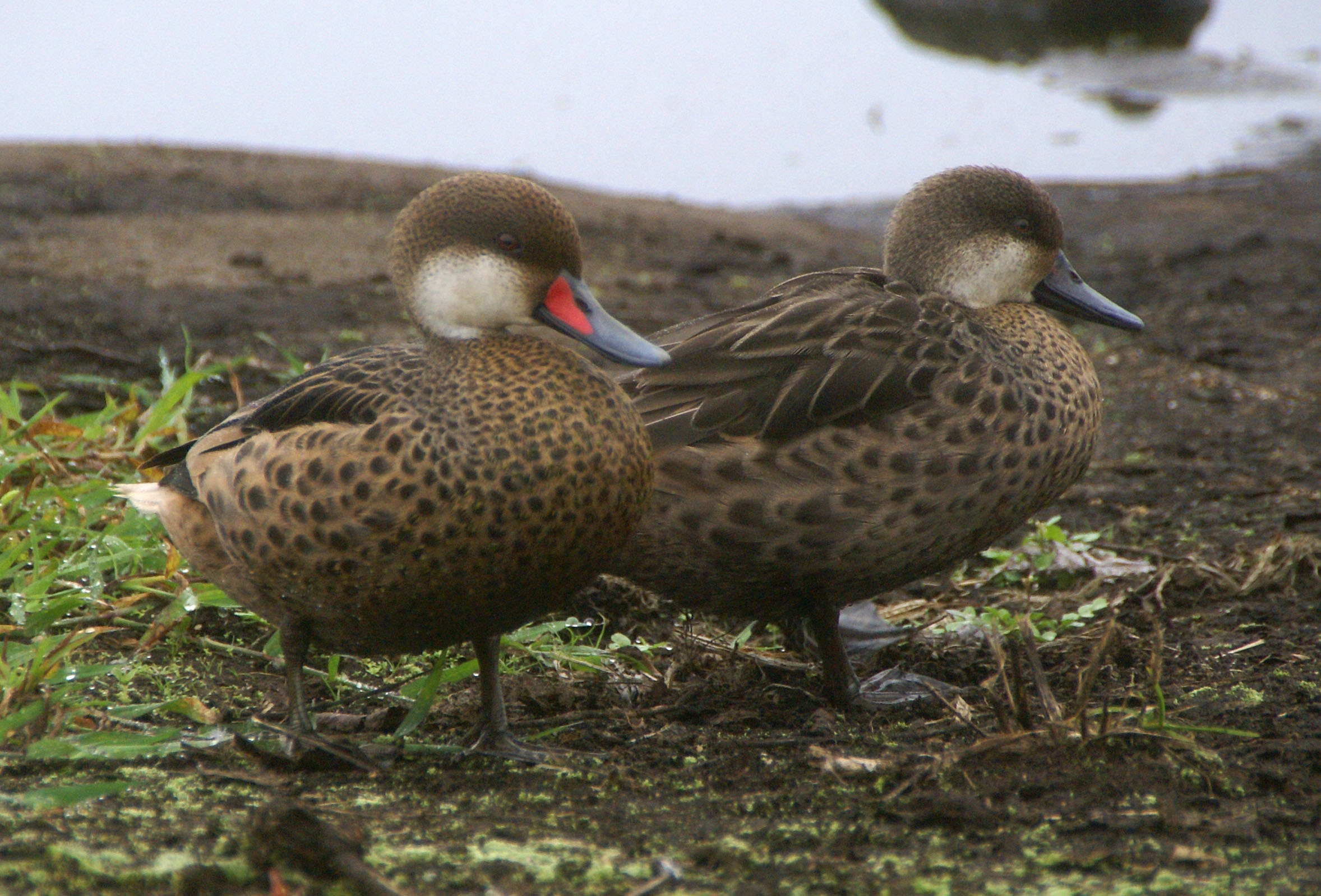
Взрослая особь с красным основанием клюва слева и молодая особь с полностью черным клювом справа.